# 吉田定経
吉田 定経（よしだ さだつね）は、平安時代末期から鎌倉時代初期にかけての公卿。権大納言吉田経房の長男。母は平範家の娘。従三位・参議。

## 経歴
仁安2年（1167年）に後白河院判官代に叙爵。同3年（1168年）安房守。安元2年（1176年）には院分国の美濃国の国司に任ずるが、平清盛による治承三年の政変において解官される。
文治元年（1185年）五位蔵人。同3年（1187年））には壇ノ浦の戦いで逸失した天叢雲剣の最後の大捜索が行われ、定経は後白河院と九条兼実の間を頻繁に往来して、伝奏を務めている。同4年（1188年）には右少弁・左衛門権佐を兼ね、三事兼帯を果たす。同年、父の経房が勧修寺流の長者に任ぜられると、やがてその後継者と目せられるようになり、順調に公家社会に地歩を築いていった。のち蔵人頭を経て建久8年（1197年）に参議となり、正治元年（1199年）には従三位に叙せられた。しかし同年、菩提心を発し、天王寺にて出家（法名は蓮位）。これに憤激した父・経房は定経を義絶し、その長男・資経を養子として吉田家の後嗣とした。
晩年は不孝な態度を改めない次男・経賢との確執もあり、決して穏やかではなかった。寛喜3年（1231年）、76歳で死去。日記として『西記』を遺している。また、勅撰歌人として『千載和歌集』以下の勅撰和歌集に四首が採録される。

## 系譜
- 父：吉田経房
- 母：平範家の娘
- 妻：平親範の娘
  - 長男：資経（1181-1251）
- 妻：源定房の娘
  - 次男：経賢（1190-1246）
- 生母不明の子女
  - 男子：為定
  - 男子：経親
  - 男子：光経
  - 男子：能経
  - 男子：弁経
  - 男子：定愉
  - 男子：房通
  - 男子：経舜
  - 女子：経子（藤原光親室、順徳天皇乳母）
  - 女子：水無瀬信成室